# Best buy
Best Buy Co., Inc. je američka multinacionalna maloprodajnia tvrtka sa sjedištem u Richfieldu, Minnesota čije je primarno djelovanje prodaja potrošačke elektronike. Kao specijaliziranu trgovinu audio opreme pod nazivom Sound of Music osnovali su je 1966. godine Richard M. Schulze i James Wheeler. 1983. godine tvrtka je preimenovana i usmjerava djelovanje na potrošačku elektroniku.
Best Buy također posluje u Kanadi i Meksiku, a u Kini je djelovao do veljače 2011. (kada je ogranak spojen s tvrtkom Five Star). Tvrtka je do 2012 djelovala i u Europi.  Među podružnicama se nalaze Geek Squad, Magnolia Audio Video i Pacific Sales. U Sjevernoj Americi se u ponudi nalaze robne marke Best Buy Mobile i Insignia, kao i tvrtka Five Stars u Kini.  U Sjedinjenim Državama Best Buy prodaje mobitele tvrtke Verizon Wireless, AT&T Mobility i Sprint Corporation. U Kanadi, su to mobilni operateri Bell Mobility, Rogers Wireless, Telus Mobility, te manji konkurentski operateri kao što je SaskTel.
Best Buy je časopis Forbes 2004. godine proglasio tvrtkom godine. Kao "specijalizirani prodavač desetljeća" proglašen je po izboru izdanja Discount Store News 2001. godine. U prvih deset najdarežljivijih američkih korporacija 2005. ih je na temelju donacija iz 2004. godine uvrstio Forbes. Dospio je također na popis "najcjenjenijih tvrtki" u časopisu Fortune i 2019. na popis "najodrživijh tvrtki u Sjedinjenim Državama" časopisa Barron's 2019. Glavna izvršna direktorica je od lipnja 2019. godine Corie Barry. Prema financijskom portalu Yahoo! Finance, Best Buy je najveći specijalizirani prodavač u maloprodajnoj industriji potrošačke elektronike u Sjedinjenim Državama. Tvrtka je po ukupnom prihodu zauzela 72. mjesto na ljestvici najvećih američkih korporacija Fortune 500 za 2018. godinu.

## Navodi
1. ↑  Brown, Abram. 6. kolovoza 2012. Best Buy Founder Must Meet Challenges To Complete $8B Buyout. Forbes. Pristupljeno 8. travnja 2018.. Schulze founded the company in 1966 with James Wheeler
2. ↑  Tatge, Mark. 12. siječnja 2004. Company of the Year – Fun & Games. Forbes. Inačica izvorne stranice arhivirana 1. kolovoza 2020. Pristupljeno 9. kolovoza 2012.
3. ↑  DSN Honors Best Buy with Specialty Retailer Award. Discount Store News. Inačica izvorne stranice arhivirana 2. siječnja 2014. Pristupljeno 31. prosinca 2012. Prenosi EBSCO Host
4. ↑  Moyer, Liz. 11. studenoga 2005. Charitable Giving – The Most Charitable Companies. Forbes. Pristupljeno 9. kolovoza 2012.
5. ↑  America's Most Admired Companies 2006. Fortune. Pristupljeno 9. kolovoza 2012. Prenosi CNNMoney.com
6. ↑  Norton, Leslie P. The 100 Most Sustainable U.S. Companies. www.barrons.com (engleski). Pristupljeno 22. veljače 2019.
7. ↑  Lee, Thomas. 19. kolovoza 2013. A year on the job with Best Buy CEO Hubert Joly. Star Tribune. Inačica izvorne stranice arhivirana 16. siječnja 2014. Pristupljeno 17. travnja 2021.
8. ↑  Wahba, Phil. 15. travnja 2019. Best Buy Will Get Its First-Ever Female CEO in June. Fortune (engleski). Pristupljeno 22. travnja 2019.
9. ↑  Bailey, Sharon. 19. siječnja 2015. Best Buy: The largest consumer electronics retailer. Yahoo! Finance. Pristupljeno 13. srpnja 2017.
10. ↑  Fortune 500 Companies 2018: Who Made the List. Fortune (engleski). Inačica izvorne stranice arhivirana 15. siječnja 2019. Pristupljeno 10. studenoga 2018.